# 柳布沙河
柳布沙河（烏克蘭語：Любша），是烏克蘭的河流，位於該國中北部基輔州，屬於捷捷列夫河的左支流，河道全長11公里，流域面積46平方公里，河漫灘寬100米。